# 蘇豪東

蘇豪東的標誌

蘇豪東是位於香港西灣河鯉景灣臨街的海濱休閒街區，鄰近海邊，沿途為太康街。蘇豪東為中高檔消費區。
蘇豪東位於西灣河海濱休閒街區旁。廣義而言是指嘉亨灣以西，西灣河遊樂場毗鄰的20多家食肆稱為蘇豪東。該區特色餐廳林立，大部分餐廳、咖啡廳、居酒屋或酒吧都面向維多利亞港。除常見的美式西餐、歐陸式、日式料理及中菜館外，一些較少見的特色菜，例如地中海料理，現有各類餐廳超過20多家間。旁邊亦有近30多個泊車錶位。

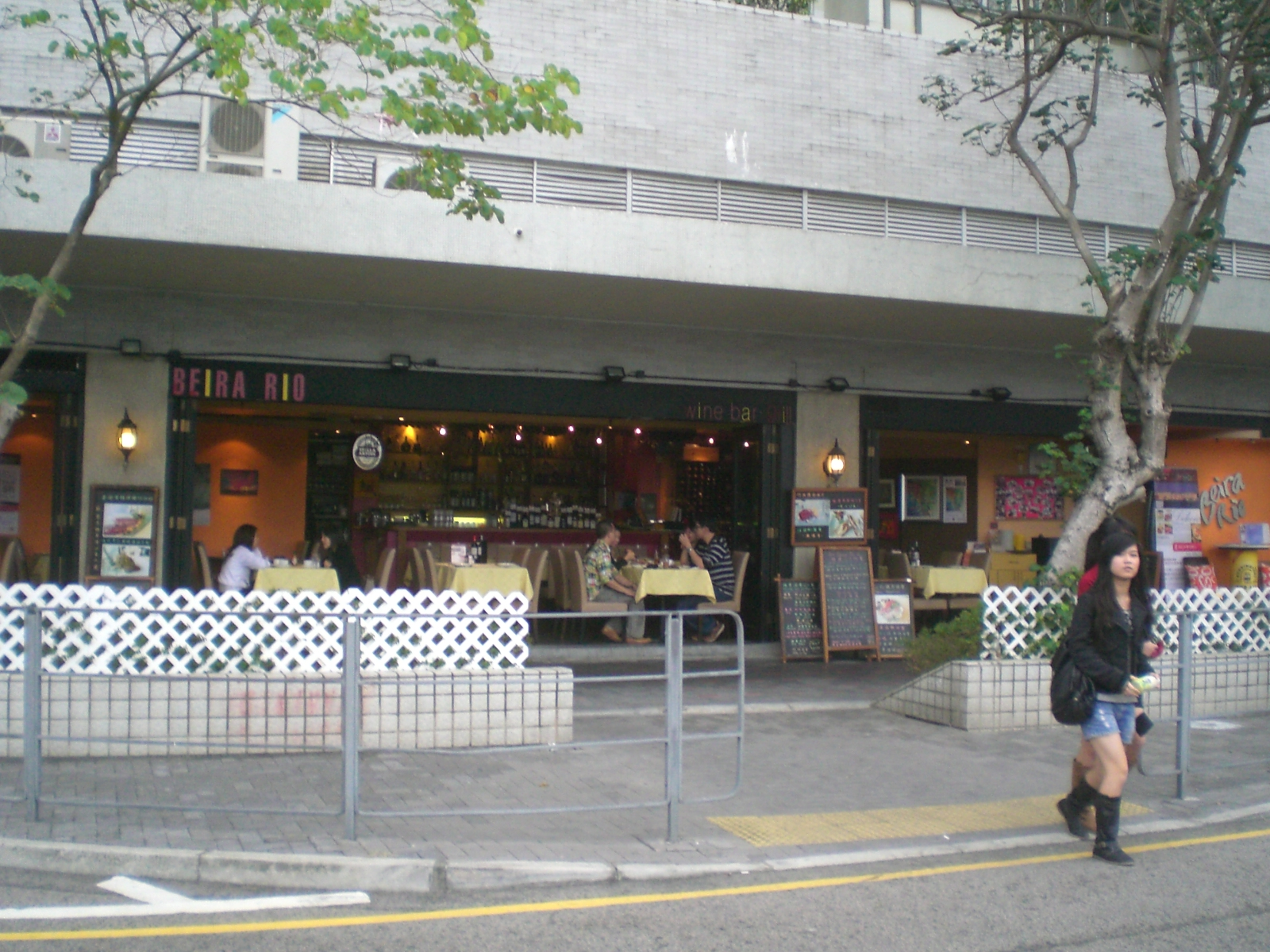
蘇豪東食店之一 Beira Rio
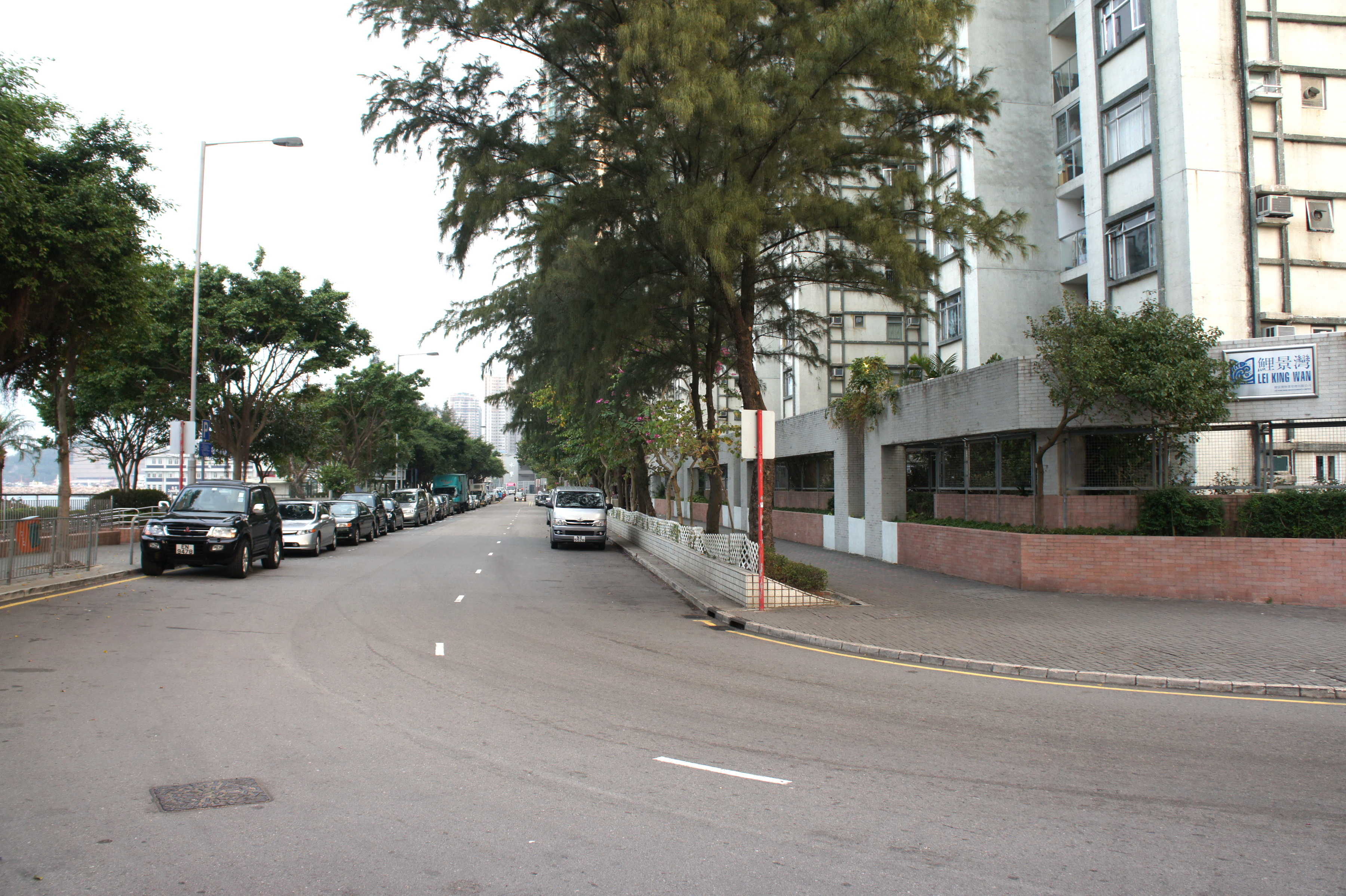
蘇豪東太康街西北端

「蘇豪」之名源於英國倫敦一個性質類似的小區蘇豪區，不過因為這個地區位於荷李活道南面（South of Hollywood Road），所以經常活躍於當地的外籍人士特意從地理中抽出「So」及「Ho」而得名。而蘇豪東位於香港港島東，而被冠上蘇豪東(SoHo East)之名。

## 歷史
鯉景灣蘇豪東穿梭巴士是一條已停辦的免費穿梭巴士路線，由嘉華地產委託寰宇旅運營辦，循環來往鰂魚涌（海光街）及蘇豪東（西灣河鯉景灣的食肆群），於星期一至五午間接載在太古坊上班的市民到鯉景灣用膳。此路線最後服務日期為2011年7月29日。嘉華地產聲稱路線「暫停服務，直至另行通告」，但當日以後所有站牌已被移走。

## 特點

### 寵物友善
蘇豪東部分餐廳都不拒絕顧客帶同狗隻光顧，容許坐於店外的開放式座位。

### 節日氣氛
蘇豪東不時會於不同的節日例如萬聖節，舉辦特别活動。

## 餐廳及酒吧
- Bistro East
- Borgo C
- Cull 'N Pistol Hong Kong
- Mint & Basil
- The Blind Pig
- The Salted Pig
- Social Bar & Grill
- 梓桐堂
- Sushi Yue 鮨玥
- 梅吉涮涮鍋

## 公共運輸
港鐵
- █  港島綫：西灣河站A出口 (右轉入太安街，於鯉景道左轉，再右轉入太康街即達)

在旁的西灣河碼頭有渡輪往來觀塘及油塘鯉魚門，而另一鄰近的碼頭筲箕灣避風塘有渡輪往來將軍澳及東龍島。

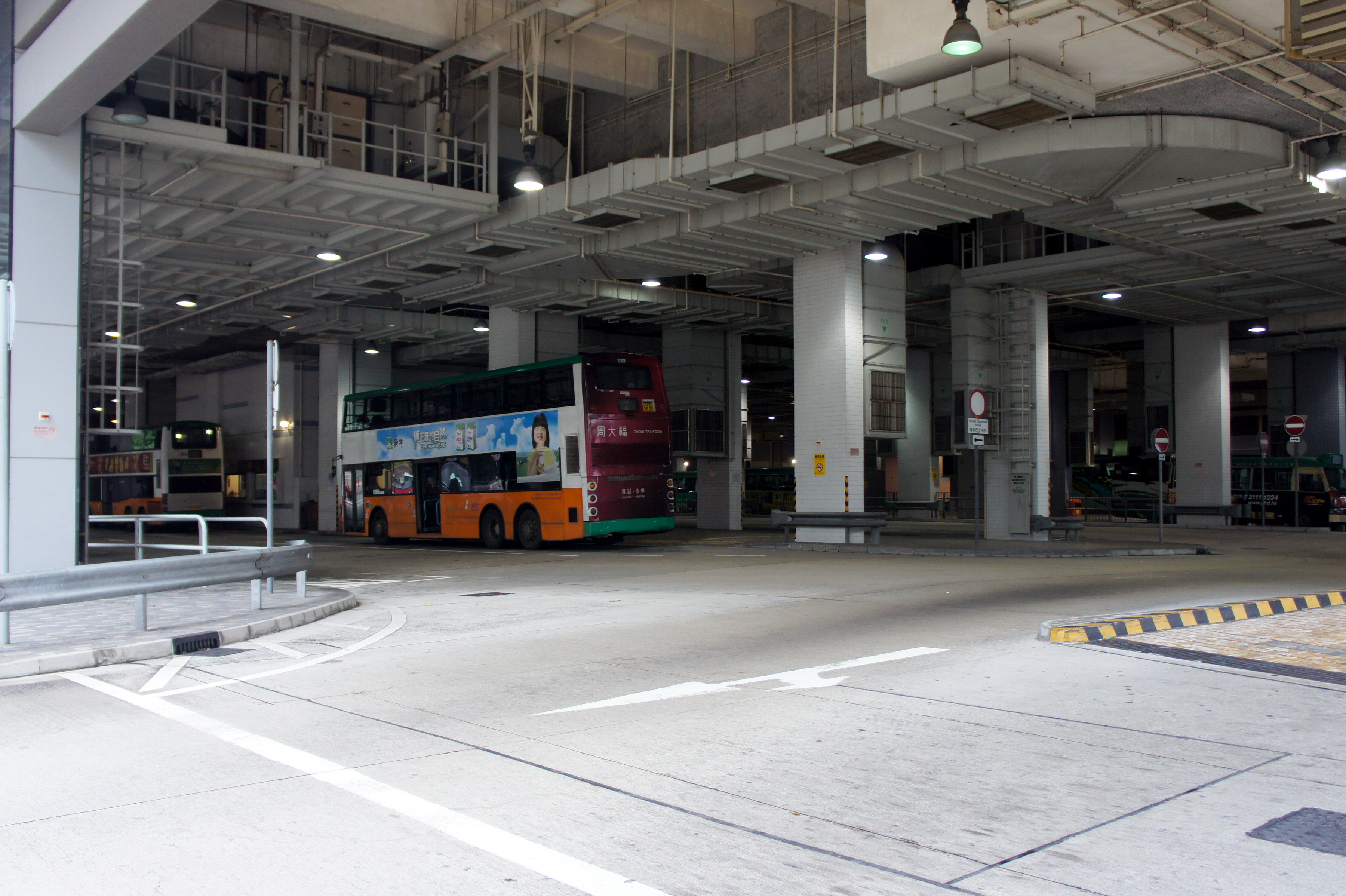
嘉亨灣巴士總站

## 另見
- 中環蘇豪區

## 外部連結
- 蘇豪東 （页面存档备份，存于）